# Rue des Mauvais-Garçons
Ne doit pas être confondu avec Rue des Mauvais-Garçons-Saint-Germain.
La rue des Mauvais-Garçons est une voie, ancienne dans le Marais, du 4e arrondissement de Paris, en France.

## Situation et accès

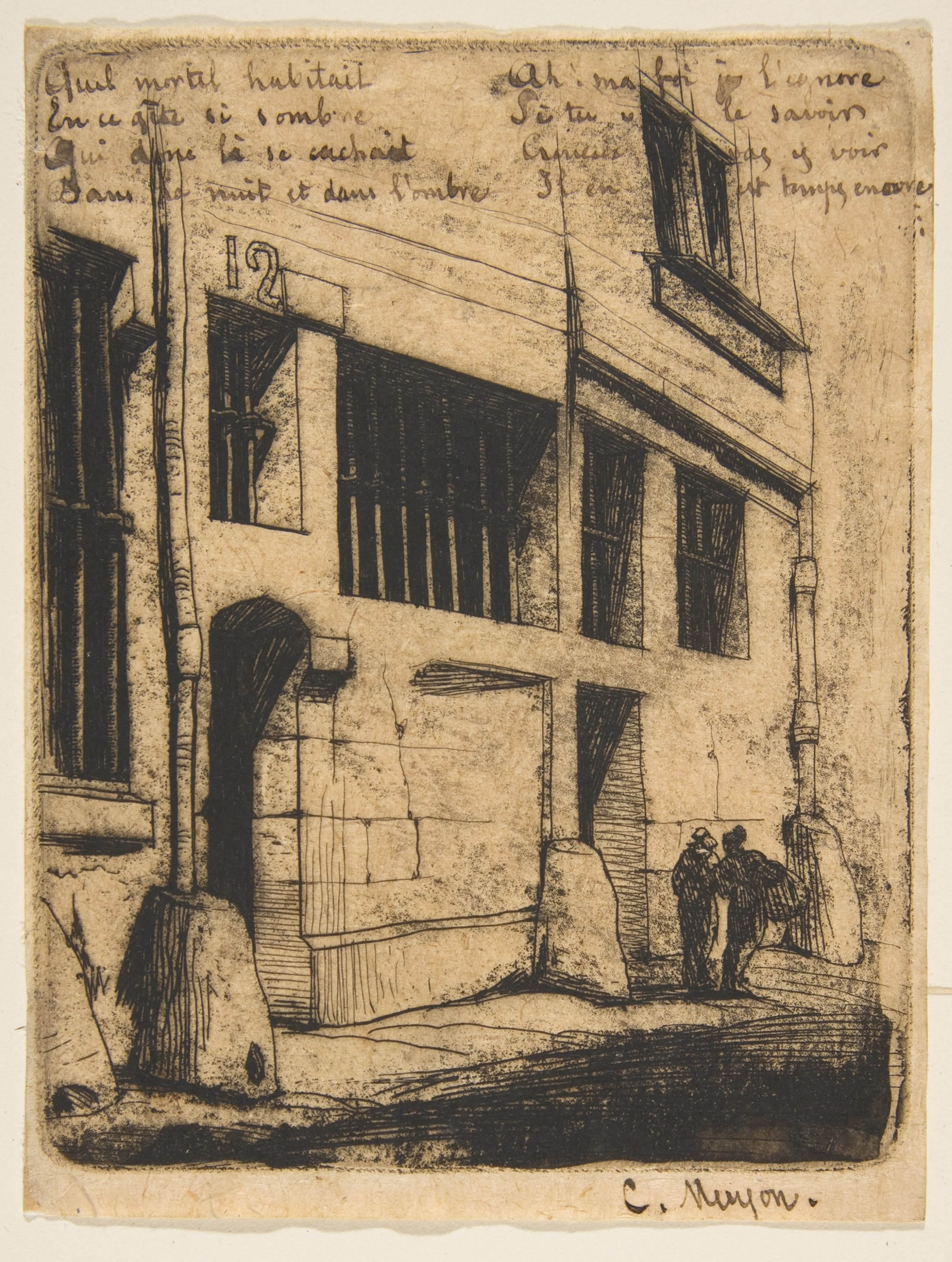
La rue en 1854. Gravure de Charles Meryon conservée au Metropolitan Museum of Art.

Actuellement, la rue des Mauvais-Garçons, d'une longueur de 33 mètres, est située dans le 4e arrondissement, quartier Saint-Gervais ; elle commence au 44, rue de Rivoli et finit aux 1-7, rue de la Verrerie.

## Origine du nom
Selon les frères Lazare et Edgar Mareuse, des bandits et aventuriers français et italiens qui semèrent la désolation à Paris, alors que le roi François Ier était captif de Charles Quint, lui firent donner cette dénomination.
L'historien de Paris Jacques Hillairet cite une autre hypothèse, selon laquelle ce nom lui serait venu de garçons bouchers résidant dans cette rue au XVe siècle et qui causaient du désordre.
Selon Lucien Lambeau, Pierre de Craon le Grand a caché, en 1392, les assassins du connétable de Clisson.

## Historique
Le premier nom connu de cette voie est « rue Chartron ».
Elle est citée dans Le Dit des rues de Paris de Guillot de Paris sous le nom de « rue de Chartron », qui indique, dans les rimes plates suivantes, que cette rue est alors habitée par des filles publiques :
« Et en la rue de Chartron,
Où mainte dame en chartre ont
Tenu maint vit, par saint Norier. »

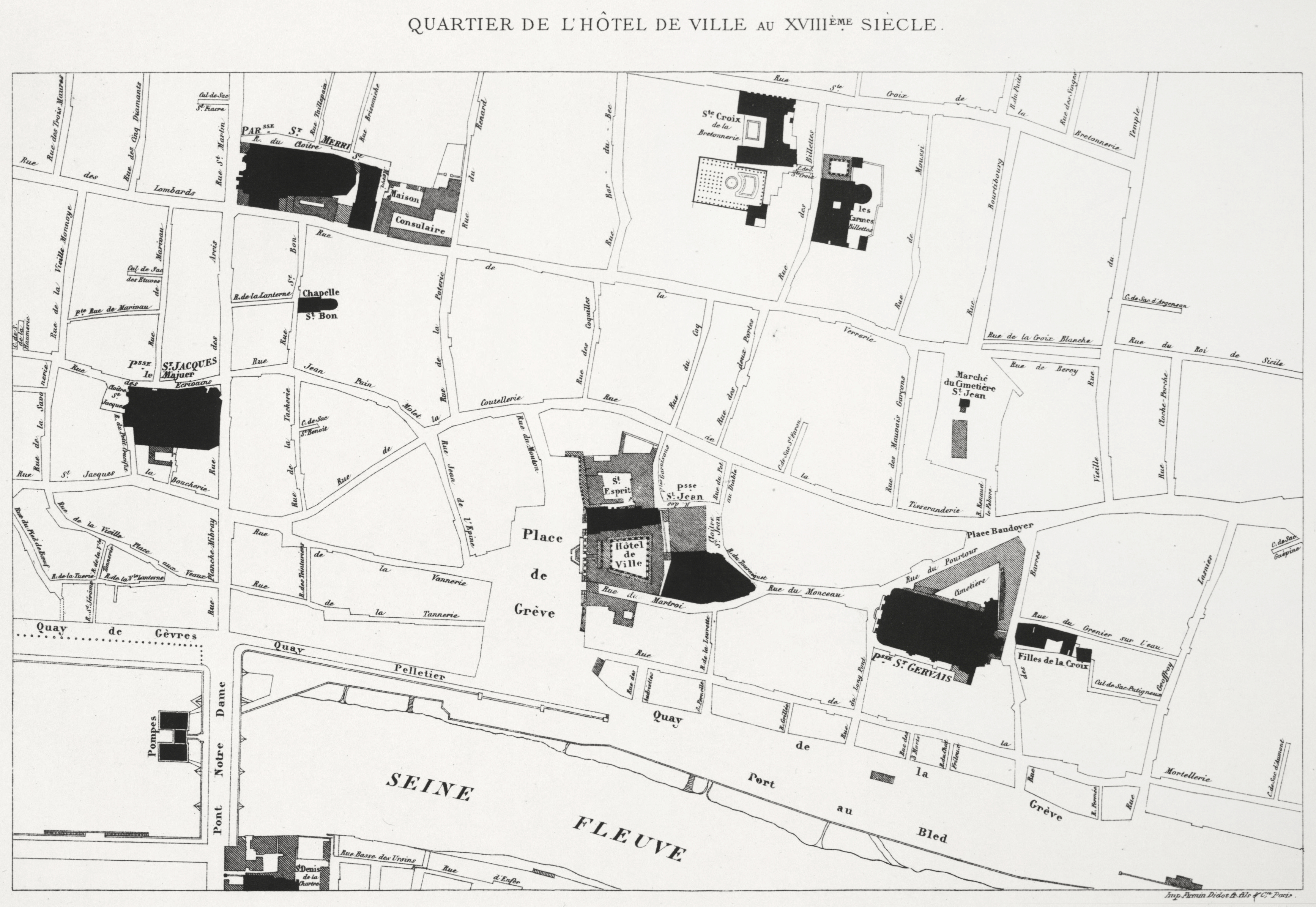
Quartier de l'Hôtel de ville au XVIIIe siècle avec la rue des Mauvais-Garçons.

En 1537, puis en 1539, elle se nomme « rue Chartron dite des Mauvais-Garçons ». Elle perd ensuite le nom de « Chartron » mais prend alors l'épithète Saint-Jean, devenant la « rue des Mauvais-Garçons-Saint-Jean », afin de pouvoir la différencier de la rue des Mauvais-Garçons-Saint-Germain.
Elle est citée sous le nom de « rue des Mauvais garsons » dans un manuscrit de 1636 ou le procès-verbal de visite, en date du 22 avril 1636, indique : « que nous avons trouvé la plus grande partie salle et pleine d'immundices ».
Édouard Fournier la cite comme « ruelle infecte, souvenirs immondes ». Il indique également que sous le règne de François Ier, dans ce long coupe-gorge, la population y est en progrès de crimes et les voleurs se sont joints aux filles,.
Au XIXe siècle, la « rue des Mauvais-Garçons-Saint-Jean », d'une longueur de 99 mètres, située dans l'ancien 7e arrondissement, quartier du Marché-Saint-Jean, commençait aux 65-67, rue de la Tixéranderie et finissait aux 3-5, rue de la Verrerie,.
Les numéros de la rue étaient noirs. Le dernier numéro impair était le no 13 et le dernier numéro pair était le no 26.
Un décret du 29 septembre 1854 a amputé la « rue des Mauvais-Garçons » pour la formation de la rue de Rivoli.
L'arasement des terrains environnant la rue de Rivoli au cours des années 1850 pour assurer un profil régulier à cette voie explique les marches du trottoir ouest à partir de la rue de la Verrerie, restée à son niveau d'origine.

Les deux côtés de la rue
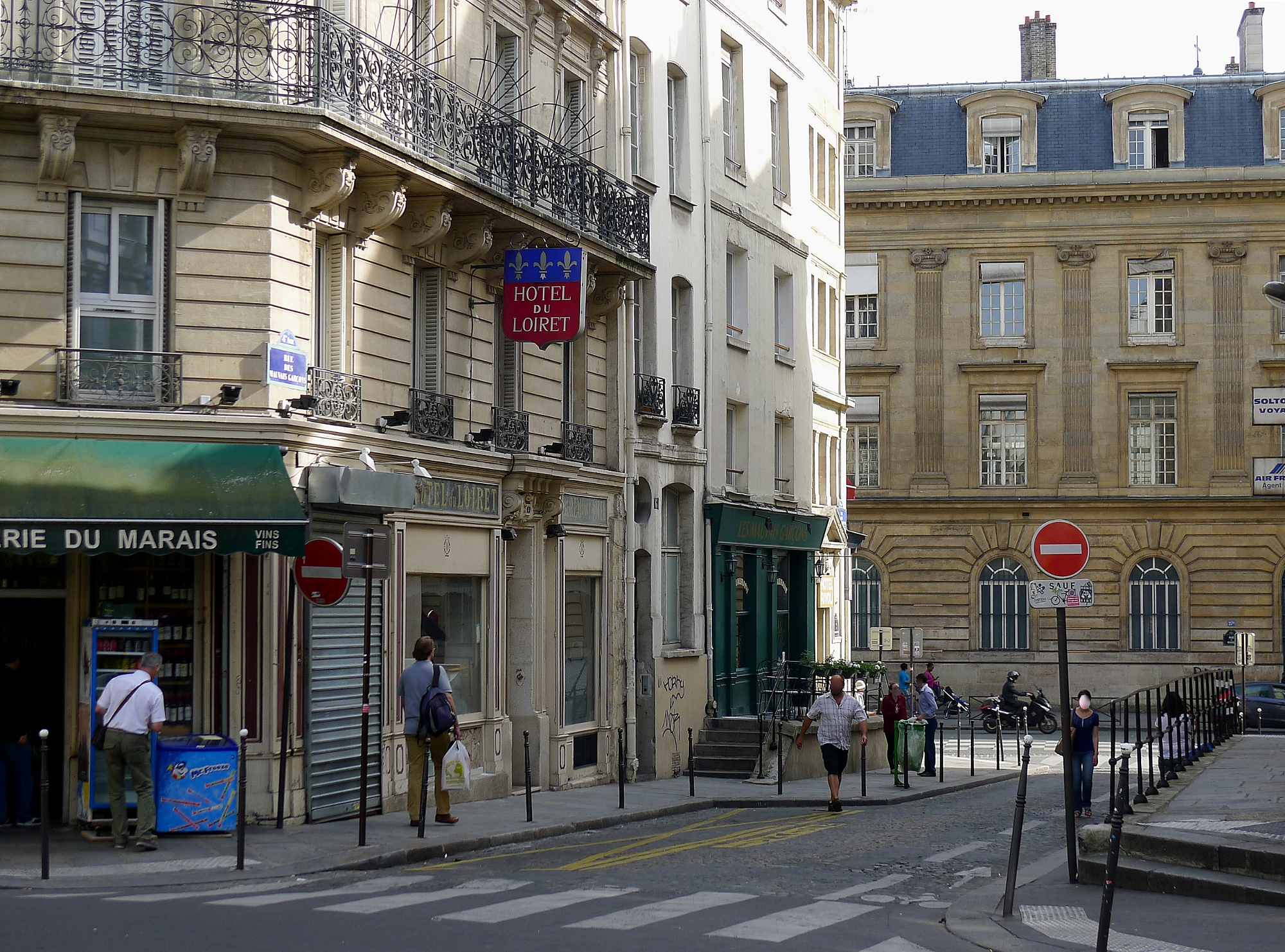
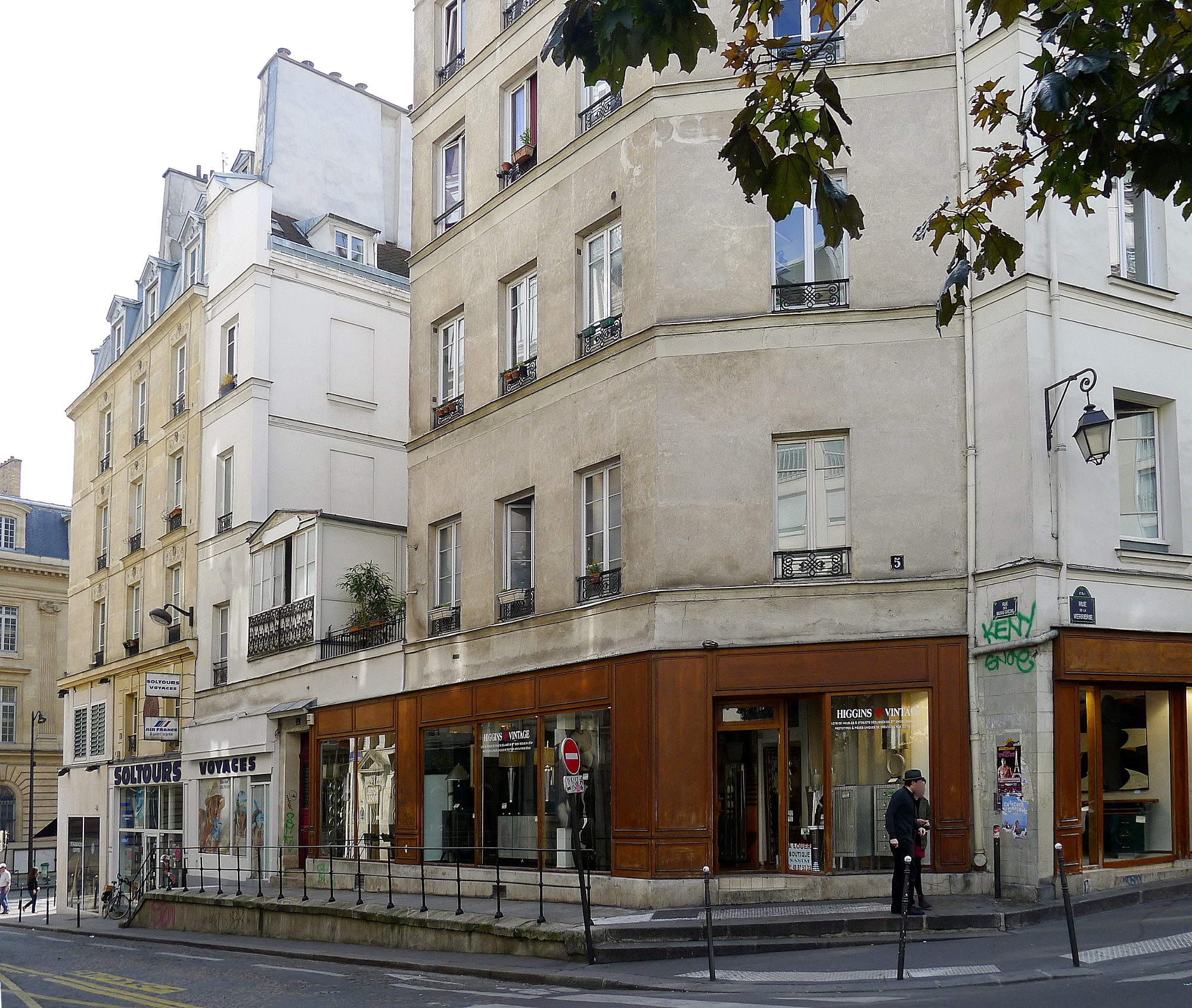

## Bâtiments remarquables et lieux de mémoire
- La comédienne Rachel Félix a vécu dans cette rue, dans les années 1830, avant de devenir célèbre[11].
- No 8 : hôtel du Loiret. Le jeune écrivain Charles-Louis Philippe y réside d'octobre 1896 à juin 1899, alors qu'il travaille en tant que commis auxiliaire à la mairie du 4e arrondissement. Il s'installe ensuite 29 quai d'Anjou[1].
- No 8 : hôtel du Loiret. Le journaliste néerlandais Stefan de Vries y réside quelques mois à l'automne de 1998. Il s'installe ensuite dans le même quartier, au 12 rue du Roi-de-Sicile.

### Cinéma
En 2012, Todd Verow réalise La Rue des mauvais garçons, référence à la rue du même nom. On y voit notamment à l'écran le nom de la rue.